# Aeroport de Lucapa
L'aeroport de Lucapa (codi IATA: LBZ, codi OACI: FNLK) és un aeroport que serveix Lucapa, capital de la província de Lunda-Nord al nord-est d'Angola.